# Joachim-Mähl-Straße
Joachim-Mähl-Straße – stacja metra hamburskiego na linii U2. Stacja została otwarta 10 marca 1991. Znajduje się w dzielnicy Niendorf.

## Położenie
Stacja metra znajduje się, jak niemal cały odcinek od Niendorf Markt do Niendorf Nord pod "Paul-Sorge-Straße". Na skrzyżowaniu z "Joachim-Mähl-Straße" i "Johannkamp" znajdują się dwie klatki schodowe prowadzące holu z automatami biletowymi i informacją pasażerską, które znajduje się na północnej stronie stacji metra. Tam znajdują się schody na perony boczne. Stacja nie jest przystosowana dla osób niepełnosprawnych (brak windy czy schodów ruchomych).